# Astra Airlines
Astra Airlines era una compagnia aerea greca fondata nel 2008 a Salonicco, che utilizzava come base l'aeroporto di Salonicco. A far data dall'inizio delle operazioni, il 5 luglio 2008, cercò di surclassare la non proprio solida Olympic Airlines introducendo velivoli relativamente nuovi - ATR 42, ATR 72, BAe 146 - e macchine adeguate agli impegni assunti quale l'Airbus A320. Le attività cessarono il 9 novembre 2019, proprio alla viglia dello scatenarsi dell'epidemia COVID-19 in Europa.

## La flotta

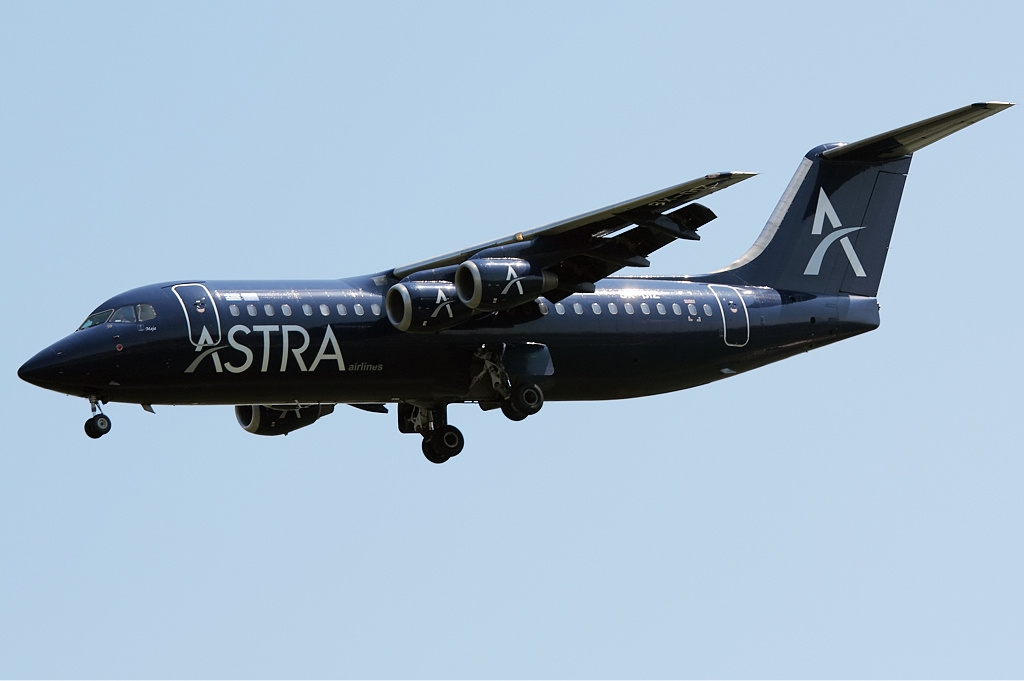
Un BAe 146 dell'Astra Airlines

La flotta della Astra Airlines comprendeva:
| AEREO       | NUMERO                  | ORDINI |
| ----------- | ----------------------- | ------ |
| Airbus A320 | 1                       |        |
| ATR 42/72   | 2                       | 1      |
| Boeing 737  | Eliminato dalla flotta. |        |
| BAe 146     | 2                       |        |
| TOTALE      | 5                       |        |